# Matrimonio canonico
Il matrimonio canonico è il matrimonio celebrato nelle forme, liturgiche e sostanziali, previste dal codice di diritto canonico e dalle altre norme della Chiesa cattolica tra un uomo e una donna. Negozio che la Chiesa considera di diritto naturale, è elevato a sacramento sulla base dell'insegnamento di Gesù Cristo e convogliato nel Codice:
(can. 1055)
Il matrimonio canonico di per sé produce effetti solo all'interno dell'ordinamento canonico, e va tenuto distinto dal matrimonio concordatario, di cui invece potrebbe far parte, dal quale la legge degli stati secolari legittima e in certi casi disciplina, il sorgere di effetti civili propri del matrimonio civile.

## Fonti
Il matrimonio ha innanzitutto basi nelle Sacre scritture, ovvero nel diritto divino positivo (o rivelato), a partire dalla Genesi fino a ognuno dei quattro Vangeli. Le Sacre scritture sono completate dalla Traditio orale e scritta dei Padri della Chiesa, e dalle norme di diritto divino naturale che sono valide anche per i non cristiani, secondo l'insegnamento di San Tommaso d'Aquino, dottore della chiesa.
Ovviamente il matrimonio trova numerosi e incisivi richiami nel diritto umano ecclesiastico, specialmente con la redazione del codice di diritto canonico del 1917 e del successivo codice promulgato nel 1983. Se il primo codice non definiva affatto il matrimonio, ritenendo la questione superflua, e si soffermava molto di più sugli aspetti tecnici e giuridici con una impronta fortemente materialistica, di origine medievale, (indice già ne è la collocazione nel codex pio-benedettino dell'istituto matrimoniale, disciplinato, insieme agli altri sacramenti, nel terzo libro, De rebus), la riforma del 1983 ha portato a una riconsiderazione degli aspetti personali e pastorali del matrimonio, definito ora consortium totius vitae, ordinato al bene dei coniugi e della prole, fondato su un foedus, un patto sacro, tra uomo e donna e qualificato necessariamente (per i battezzati) come sacramento.
Per completare il prospetto delle fonti è utile anche ricordare vari provvedimenti papali in materia matrimoniale, quali il decreto Ne Temere (promulgato da papa Pio X il 2 agosto 1907) sull'estensione della forma tridentina; l'enciclica Casti Connubii (opera di Pio XI, pubblicata il 31 dicembre 1930) sulla dignità e gli errori del matrimonio; la costituzione dogmatica Gaudium et Spes del Concilio Vaticano II; il motu proprio Matrimonia mixta (promulgato da Paolo VI il 31 marzo 1970 riguardo ai matrimoni interconfessionali); l'istruzione Dignitas Connubii (promulgata dal Pontificio Consiglio per i Testi Legislativi il 25 gennaio 2005) in materia di processo per nullità matrimoniale.
In sede ecclesiastica, la Conferenza Episcopale Italiana ha provveduto a emanare disposizioni normative di attuazione della disciplina concordataria con il Decreto Generale sul matrimonio canonico.
Il Decreto Generale sul matrimonio canonico, promulgato il 5 novembre 1990 si sostituisce integralmente alla precedente istruzione della Congregazione per i sacramenti, emanato il 1º luglio 1929. Il decreto è valido soltanto per i matrimoni celebrati dalla chiesa Cattolica e in territorio italiano, essendo una disposizione attuativa dei Patti Lateranensi.

## Forma giuridica
Dal punto di vista giuridico, come da quello canonico, l'elemento fondamentale del matrimonio è certamente il consenso, ossia l'incontro tra le volontà delle diverse parti, in questo caso dei nubendi. Esso deve essere prestato da soggetti giuridicamente capaci e in assenza di impedimenti, nella forma prescritta ad validitatem dalle norme della Chiesa. Il consenso è elemento imprescindibile e personale, non può essere sostituito né corroborato da alcuna potestà umana (can. 1057). Un consenso mancante, viziato o (in quasi tutti i casi) condizionato determina l'invalidità del negozio.
Il codice presenta il matrimonio come un "contratto consensuale formale"; in passato la definizione però non è sempre stata così pacifica. Si sostiene che il matrimonio sia un negozio che si perfeziona con il semplice consenso, tuttavia v'è un aspetto ulteriore che ricopre una sua propria importanza in materia di indissolubilità del vincolo: la consumazione.

### Forme straordinarie
Oltre alla forma ordinaria pubblica del matrimonio, il codice di diritto canonico del 1917 prevedeva tre possibili deroghe:
- il matrimonio di coscienza, il vescovo poteva concedere che venisse celebrato segretamente, con l'omissione delle pubblicazioni per causa grave e urgente, alla presenza del parroco e di due testimoni.
- in articulo mortis, celebrato dal vescovo o da parroco da lui delegato, senza rispettare le formalità della forma pubblica e con eventuale dispensa da impedimenti connessi alla sua sfera di giurisdizione.
- coram solis testibus,  per una necessità urgente quando in previsione dell'impossibilità per motivi non imputabili alla volontà umana, sulla presenza del celebrante,  alla presenza dei soli testimoni.

## Matrimonio come sacramento
Secondo la Chiesa non può esistere, fra battezzati, un contratto matrimoniale canonico senza che esso sia sacramento (can. 1055). Il matrimonio è stato elevato a sacramento dallo stesso Gesù Cristo, come unione lecita e qualificante, tesa al raggiungimento della grazia divina. L'errore sulla sacramentalità del matrimonio, o la sua volontaria esclusione determinano l'invalidità del negozio stesso. Alla natura sacramentale del matrimonio è legata la sua indissolubilità e l'indisponibilità dei suoi contenuti; tuttavia, riguardo all'indissolubilità è bene notare che solo il matrimonio contratto validamente e consumato secondo natura (ratum et consummatum) raggiunge la pienezza del sacramento ed è realmente indissolubile. In mancanza della consumazione infatti è possibile ottenere, a precise norme di legge, la dispensa dal vincolo.

## Contenuti

### Requisiti
I requisiti per contrarre matrimonio nel diritto canonico sono tre:
- Consenso
- Capacità giuridica
- Forma stabilita

Il soggetto capace, che esprime un consenso valido nella forma stabilita dalla legge canonica lo fa validamente. Per la validità dell'atto è necessario che entrambi i nubenti pronuncino il loro consenso in costanza di questi tre elementi; se così è l'atto è valido e produttivo dei suoi effetti giuridici secondo il canone 1134. Altrimenti la validità è solo apparente e può essere travolta ex tunc dal Tribunale ecclesiastico con una sentenza di nullità.

### Fini
Per fini si intendono gli scopi basilari che l'ordinamento canonico prevede per il negozio; l'esclusione di essi provoca invalidità per difetto o vizio del consenso. Nel codice del 1917 i fini considerati erano tre, uno primario, il bonum prolis (la procreazione e educazione dei figli), e due secondari, il mutuum adiutorium (sostegno morale) e il remedium concupiscentiae (rimedio alla concupiscenza). Nel codice del 1983 questa gerarchia dei fini è stata abolita; esso riporta come fini del matrimonio il bonum prolis e il bonum coniugum (rispetto e sostegno del coniuge nei confronti dell'altro).
I fini si distinguono dalle mere finalità (ovvero i motivi ulteriori che spingono i due soggetti a sposarsi), dato che i nubendi possono tranquillamente celebrare un matrimonio totalmente valido anche se spinti da motivazioni differenti da quelle ispirate dalla Chiesa. È sufficiente, allo scopo di contrarre matrimonio validamente, che essi non siano disposti, almeno implicitamente, a discostarsi dal modello matrimoniale proposto dalla Chiesa.

### Proprietà
Proprietà inderogabili del matrimonio sono, secondo il canone 1056, l'unità e l'indissolubilità. L'unità corrisponde all'esclusività del vincolo matrimoniale; sono perciò proibite tutte le forme di poligamia e poliandria. Nel caso in cui un infedele poligamo si converta al cattolicesimo la legge canonica consente che scelga una delle sue mogli, congedando le altre (alle quali deve però sempre il sostentamento). L'indissolubilità consiste nell'unità perpetuata fino alla morte, senza la possibilità che il vincolo sia sciolto per volontà dei coniugi o dell'autorità umana.
Unità e indissolubilità sono conseguenze dirette della sacramentalità del negozio; esso è unico e indissolubile per diritto divino e umano. Ne deriva che, non essendo il matrimonio tra infedeli un sacramento, il loro vincolo è unico e indissolubile nei soli limiti del diritto naturale e di quello civile. Il rapporto tra fedeli acattolici è regolato dal diritto delle Chiese Cristiane Orientali.

## Il "Favor matrimonii"
Ogni matrimonio celebrato nelle forme previste si considera valido fino a prova contraria. Tale prova (che deve essere certa e tale da cancellare ogni dubbio) è un onere di colui che intende dimostrare la nullità del vincolo (can. 1060). Questa presunzione domina l'intero diritto matrimoniale canonico; a essa si affiancano la presunzione di consumazione in presenza della convivenza dei coniugi (can. 1061 par. 2) e la presunzione che il "consenso interno" equivale a quello manifestato (can. 1101). Queste presunzioni, unitamente ai canoni 1085 par. 2 e 1100, costituiscono lo scheletro del "favor matrimonii", sistema che per agire necessita solo che il matrimonio esista almeno come fatto giuridico; in tale caso esso si applica ai matrimoni di tutti i cristiani e non cristiani.
Il favor matrimonii è una presunzione di validità juris tantum, ovvero valida fino a prova contraria. È tuttavia molto rigoroso e prevale su ogni altra presunzione che lo contrasti; l'unico caso in cui soccombe riguarda lo scioglimento del vincolo in favore della fede, o per privilegio paolino o privilegio petrino, nei matrimoni tra infedeli (allorquando uno dei due intenda convertirsi, can. 1180).

## Matrimonio come diritto
A norma del canone 1058 chiunque può contrarre matrimonio a meno che non lo vieti il diritto. Questo canone sancisce un vero diritto soggettivo al matrimonio, giustificabile sotto tre diversi profili:
- ratio naturalis (istinto di conservazione della specie)
- ratio medicinalis (rimedio delle necessità carnali senza cadere nel peccato)
- ratio sacramentalis (sacramento, atto a raggiungere la grazia)

Il diritto si presume iuris tantum; vi sono limiti, tuttavia, all'esercizio dello stesso, quali l'incapacità (can. 1095, che richiede una sanità mentale sufficiente anche solo a comprendere gli obblighi e i diritti derivanti dal vincolo) e gli impedimenti (ora solo dirimenti, cann. 1083 e seguenti). Altri divieti (tranne quelli contenuti in clausole irritanti di sentenze dei Tribunali Apostolici) rendono il matrimonio solamente illecito.

## Impedimenti

### Teoria generale
A norma di diritto, l'impedimento è una circostanza di fatto riguardante un nubente, formalmente recepita in norma giuridica di diritto divino o umano, che impedisce la valida celebrazione del matrimonio. Più propriamente l'impedimento è una legge che vieta in particolari fattispecie la celebrazione del matrimonio. Tale legge è una legge inabilitante, cioè una legge che pone un divieto personale incidendo sulla capacità giuridica del soggetto; si distingue dalla legge irritante la quale, pur avendo anch'essa come risultato la nullità dell'atto, non si riferisce alla persona ma all'atto giuridico stesso, sancendone la contrarietà al diritto.
Dall'interpretazione combinata dei ricordati canoni 1058 e 1073 risulta che il diritto al matrimonio è la regola, l'impedimento ne è l'eccezione. Inoltre, dal combinato dei canoni 1075 e 1076, risulta che compete solo alla "suprema autorità della Chiesa" disporre gli impedimenti matrimoniali per i battezzati attraverso la legge e che è "riprovata la consuetudine che introduca un nuovo impedimento o sia contraria a uno esistente".
Nel codice giovanneo-paolino l'impedimento è concepito come causa di inabilità a contrarre; è cioè una circostanza indipendente, diversa e pregressa alla capacità di intendere e di volere del nubente, che non rende, come invece fa l'assenza di discretio judicii, incapace il nubente. A rendere invalido il matrimonio è sufficiente che anche uno solo dei nubenti sia inabile a causa di un impedimento.
In passato, nella vigenza del codice pio-benedettino, due erano i tipi di impedimenti possibili rispetto al loro effetto: gli impedimenti dirimenti e gli impedimenti impedienti; i primi, che producono l'invalidità del negozio, si sono conservati e hanno ricevuto una più attenta trattazione nel nuovo codice del 1983, i secondi, che producevano invece solo l'illegittimità del negozio riversando sul soggetto considerato autore dell'illecito le sanzioni penali previste dal codice, sono scomparsi dopo la riforma.
Oltre che rispetto agli effetti gli impedimenti si suddividono in relazione:
- Alla fonte normativa (impedimenti di diritto divino naturale/positivo e di diritto umano)
- Alla prova nel foro esterno (impedimenti pubblici e occulti, can. 1074)
- Alla dispensabilità (impedimenti dispensabili e indispensabili)
- Al tempo di durata (impedimenti temporanei e perpetui)
- Ai soggetti destinatari (impedimenti assoluti, cioè che impediscono il matrimonio con chiunque, e relativi, cioè che impediscono il matrimonio solo con alcune persone determinate)

### I singoli impedimenti
Sono dodici:
- Età: disciplinato dal canone 1083, stabilisce l'esistenza di una età minima per contrarre validamente il matrimonio; detta età minima è di 16 anni per l'uomo e 14 anni per la donna. Due le motivazioni principali alla base di questo impedimento: in primis, al di sotto queste età è difficile determinare in assoluto l'impotentia coeundi; secondariamente i fini del matrimonio ulteriori rispetto alla procreazione richiedono che i soggetti abbiano una certa esperienza e maturità. Inoltre è possibile asserire che un giovane al di sotto di queste età non può esprimere un valido consenso proprio per le ragioni biologiche e psicologiche legate alla sua giovinezza. Innovativo rispetto alle norme del codice pio-benedettino è il potere dato alle Conferenze Episcopali di innalzare il limite di età per la lecita celebrazione del matrimonio (can. 1083 par. 2). L'età è un impedimento temporaneo, di diritto umano ecclesiastico, perciò dispensabile dall'Ordinario del luogo; una scuola di pensiero lo considera tuttavia di diritto divino naturale, quindi indispensabile, quando il soggetto è palesemente incapace di autodeterminarsi per effetto della sua giovane età.
- Impotenza: disciplinato dal canone 1084, consiste nell'incapacità, sia maschile che femminile, di compiere proficuamente l'atto sessuale con il quale i coniugi consumano e rendono indissolubile il vincolo (impotentia coeundi). La mera sterilità invece (impotentia generandi) non è di impedimento al matrimonio (can. 1084 par. 3). Per essere di impedimento al matrimonio l'impotentia coeundi deve essere antecedente al matrimonio (cioè non essere intervenuta in costanza del vincolo, ma esistere già prima e al momento della celebrazione) e perpetua (cioè non suscettibile di sparire spontaneamente o essere guarita senza grave danno). L'impotentia coeundi attiene specificamente alla possibilità di avere rapporti sessuali, possibilità che può essere esclusa da problemi anatomici (es. mancanza dei genitali), da problemi fisiologici (es. abuso di alcool o droga) o da problemi psicologici (es. inibizioni particolari). In caso di impotenza dubbia opera il principio del favor matrimonii e il matrimonio è considerato valido finché il dubbio persiste (can. 1084 par. 2). L'impotentia coeundi è un impedimento necessariamente perpetuo, di diritto divino naturale, quindi indispensabile.
- Precedente vincolo: disciplinato dal canone 1085, stabilisce che chiunque sia già legato da un altro vincolo matrimoniale valido, anche se non consumato, non può contrarre validamente un nuovo matrimonio; il vincolo precedente deve perciò essere valido e persistente al momento della celebrazione delle nuove nozze. Si considerano in questo caso matrimoni validi non solo quelli tra battezzati, ma anche quelli tra infedeli, che hanno cioè valore puramente legittimo. Per addivenire anche lecitamente a nuove nozze è necessario che nullità o scioglimento del precedente matrimonio constino "legittimamente e con certezza", cioè siano pronunciate dalle competenti autorità della Chiesa in via definitiva e non meramente conosciute solo dalle parti (can. 1085 par. 2). Il precedente vincolo è un impedimento di diritto divino naturale e positivo, quindi indispensabile. Esso cessa automaticamente alla morte del coniuge, alla pronuncia di scioglimento e a quella di nullità.
- Disparità di culto: disciplinato dal canone 1086, riguarda i cosiddetti "matrimoni dispari", ossia i matrimoni tra una parte battezzata e una non battezzata. Nel codice pio-benedettino la disciplina in materia era ben più stringente, prevedendo anche l'impedimento impediente per i "matrimoni misti" (cosiddetta mixta religio), ossia tra un cattolico e un cristiano orientale, oggi venuto meno (il matrimonio è possibile se viene concessa un'apposita licenza e vengono garantiti determinati impegni alla parte cattolica, ex cann. 1125 e 1126). In generale, oggi come ieri il diritto matrimoniale canonico tende sempre a scoraggiare i matrimoni con coloro che non appartengono alla Chiesa cattolica. Perché esista l'impedimento dirimente di disparitas cultus è quindi necessario che una parte appartenga alla Chiesa Cattolica in forza del battesimo e che l'altra non sia battezzata o non sia stata battezzata validamente. L'impedimento di disparitas cultus è di diritto divino, indispensabile, laddove non sono prestate garanzie riguardo alla fede ed educazione della prole; è di diritto umano, dispensabile, quando sono soddisfatte tre condizioni: a) prestazione di garanzie in merito di salvaguardia della fede cattolica, b) celebrazione secondo una forma pubblica stabilita dalla Conferenza Episcopale, c) effettuazione di un'attenta e rigorosa preparazione pastorale dei nubenti.
- Ordine sacro: disciplinato dal canone 1087, stabilisce l'invalidità dei matrimoni celebrati tra o con soggetti che hanno ricevuto gli ordini sacri. L'impedimento riguarda perciò diaconi, presbiteri e vescovi e tutti i prelati a loro equiparati, in quanto obbligati al celibato (can. 277). Paolo VI con l'enciclica Sacerdotalis coelibatus del 1967 ha ribadito l'importanza e l'inderogabilità del celibato imposto ai chierici, con due eccezioni: ha permesso agli sposati di assurgere al diaconato permanente e di contrarre nuovo matrimonio solo in caso di morte del coniuge (non essendo essi vincolati da voto di celibato). L'ordine sacro è un impedimento di diritto umano, quindi dispensabile; tuttavia, in ragione della gravità della materia, competente a emettere la dispensa è solo la Santa Sede; va inoltre sottolineata la complessità della procedura di esamina dei casi, che rende estremamente difficile ottenere un responso favorevole dall'autorità ecclesiastica.
- Voto pubblico di castità: disciplinato dal canone 1088, impedisce di contrarre validamente matrimonio a coloro i quali siano legati da un voto pubblico di castità in un istituto di vita religiosa. A norma del canone 1191 il voto è una promessa a Dio di un bene del fedele oggetto di una attenta riflessione spirituale; in questo caso il bene è la castità. Per essere di impedimento al matrimonio il voto deve soddisfare tre requisiti: a) deve essere rilasciato in un istituto di vita religiosa (ad esempio un monastero), dove viene emesso insieme anche a quelli di povertà e obbedienza; non sono perciò impedimenti i voti di castità rilasciati da eremiti e anacoreti e da coloro che vivono in istituti secolari o società di vita apostolica; b) deve essere pubblico, cioè ricevuto e riconosciuto dal Superiore dell'istituto in nome della Chiesa; c) deve essere perpetuo. L'impedimento di votum publicum è strettamente connesso a Dio, perciò è di diritto divino naturale e positivo, finché dura il voto; infatti il voto è dispensabile, qualora emesso in un istituto di diritto pontificio, dalla Santa Sede; dispensato il voto l'impedimento cessa.
- Ratto: disciplinato dal canone 1089, prevede che non possa essere valido il matrimonio celebrato tra il rapitore e la donna rapita, o trattenuta, allo scopo di contrarre il matrimonio, se non nel caso in cui la donna, liberata e posta in un luogo sicuro, decida spontaneamente di sposarsi. Il fine di questo impedimento, introdotto durante il Concilio di Trento, è tutelare la libertà della donna (che non si vuole costretta a contrarre un così grave negozio) insieme alla dignità dell'istituto matrimoniale contro un costume molto diffuso già nel Medioevo. Per la sussistenza dell'impedimento è necessario che sia rapita (o almeno sequestrata) una donna e che il rapitore abbia compiuto l'atto delittuoso allo scopo di contrarre con lei matrimonio; tutti gli altri scopi sono irrilevanti. Il ratto è impedimento di diritto umano, perciò dispensabile; competente è l'Ordinario del luogo.
- Crimine: disciplinato dal canone 1090, stabilisce che non può contrarre valido matrimonio colui che, al fine di sposarsi con una determinata persona, uccide il coniuge di questa od il proprio; ugualmente non possono contrarre matrimonio i coniugi che concorrono materialmente o moralmente all'uccisione del coniuge. Rilevano quindi l'omicidio del coniuge commesso da una sola persona e quello commesso da entrambi i nubenti. Nel primo caso l'omicidio deve essere consumato (non rileva il tentativo) con il fine specifico di contrarre matrimonio e l'uccisore deve essere cattolico. Nel secondo caso i nubenti devono cooperare in modo tale da provocare la morte del coniuge; anche qui l'omicidio deve essere consumato dai nubenti per essere rilevante ed è necessario che il fine del coniugicidio sia contrarre matrimonio tra loro; l'impedimento incombe su uno od entrambi i nubenti, a seconda che siano o meno cattolici. Il fine dell'impedimento è quello di prevenire gli scandali e salvaguardare la dignità dell'istituto (impedendo che esso sia il frutto di un delitto, come nel caso di ratto). Il crimine è impedimento di diritto umano, quindi dispensabile; la gravità della materia però riserva la dispensa alla sola Santa Sede.
- Consanguineità: disciplinato dal canone 1091, tale impedimento intende proibire il matrimonio tra parenti in linea retta (discendenti e ascendenti) e in linea collaterale (fratelli, cugini); tali soggetti sono detti appunto consanguinei. Questo impedimento, come quello di affinità, ha radici antichissime in quanto volto a evitare una evenienza molto comune in passato, quella del matrimonio incestuoso. Attualmente il matrimonio è nullo in linea retta per tutti gli ascendenti e i discendenti, sia legittimi sia naturali; in linea collaterale la nullità si propaga solo fino al quarto grado incluso (dunque tra fratelli, tra cugini figli di fratelli, tra zio e nipote e tra prozio e pronipote). Il computo dei gradi di parentela segue nel codice vigente (a differenza del codice pio-benedettino) il metodo romano. La consanguineità in linea retta è un impedimento di diritto divino naturale, perciò indispensabile; ugualmente la consanguineità (collaterale) tra fratelli è di diritto divino naturale, anch'essa indispensabile. Dispensabile dall'Ordinario del luogo è invece la consanguineità nei restanti gradi di parentela collaterale, in quanto essa è di diritto umano.
- Affinità: disciplinato dal canone 1092, impedisce di contrarre matrimonio a tutti gli affini in linea retta (coniuge nei confronti degli ascendenti dell'altro coniuge o discendenti in caso di precedente unione); non viene considerata l'affinità in linea collaterale. Requisito fondamentale di tale impedimento è l'esistenza di un matrimonio valido (anche non consumato). L'affinità è un impedimento di diritto umano, quindi dispensabile dall'Ordinario del luogo.
- Pubblica onestà: disciplinato dal canone 1093, ha per presupposti necessari o l'esistenza di un matrimonio invalido nel quale vi sia comunque stata vita in comune, oppure un notorio e pubblico concubinato; rende invalido il matrimonio tra l'uomo e le donne consanguinee di primo grado della convivente e, viceversa, tra la donna e i consanguinei di primo grado del convivente. In passato era considerato un caso di affinità derivante da una copula illecita; la funzione (residuale) di tale impedimento è la stessa degli impedimenti di consanguineità e affinità. Nel caso di matrimonio invalido è necessario che il matrimonio sia apparentemente valido sul lato della forma, ma invalido per un impedimento o per difetto o vizio del consenso; alla celebrazione deve essere seguita la vita in comune (anche senza consumazione) come prevista dal can. 1055 ("consortium totius vitæ"). Nel caso di concubinato pubblico e notorio la convivenza stabile extramatrimoniale tra uomo e donna deve risultare da atti giuridici pubblici e deve essere conosciuta da un numero ragionevolmente ampio di persone. La celebrazione di un matrimonio civile (cui segua la convivenza) da parte di fedeli cattolici comporta l'insorgenza dell'impedimento. La pubblica onestà è un impedimento di diritto umano, perciò dispensabile dall'Ordinario del luogo.
- Adozione: disciplinato dal canone 1094, impone a coloro che per parentela legale siano legati in linea retta o nel secondo grado della linea collaterale di non contrarre matrimonio, pena la sua invalidità. In passato tale impedimento era strettamente legato alla legge civile dello Stato in materia di adozione e matrimonio, perciò l'impedimento era dirimente od impediente a seconda dello Stato in cui si verificava il caso; il codice del 1983 ha cancellato una volta per tutte questa diversità. Tuttavia, per stabilire quali soggetti siano suscettibili dell'impedimento di cognatio legalis, il codice vigente rimanda ancora alla disciplina civile in materia (art. 87 c.c.). L'impedimento di adozione è di diritto umano, quindi dispensabile dall'Ordinario del luogo.

Non costituiscono impedimento altre circostanze che ostacolano la celebrazione del matrimonio quali il tempo feriato, il divieto temporaneo stabilito per giusta causa dall'Ordinario del luogo e il mancato espletamento delle "sollecitudini prematrimoniali".

## Consenso
Il consenso è uno degli elementi essenziali del matrimonio canonico, e deve essere prestato da entrambi i connubendi con piena capacità. Sebbene possa essere prestato per procura, il consenso originale è insostituibile e deve essere espresso direttamente dalla persona interessata.

### Difetti
Il difetto del consenso si verifica qualora uno dei soggetti abbia manifestato durante la celebrazione del matrimonio una volontà che in realtà interiormente non aveva. In questo caso si verifica l'invalidità del matrimonio.
La discrasia tra volontà e manifestazione può avvenire in situazioni e casi diversi. 
Si ha una differenza tra estrinseco e intrinseco involontaria quando:
- uno o entrambi i soggetti non sono capaci di intendere e di volere, ovvero:
  - insufficiente uso della ragione, dovuto ai più svariati motivi che rendono il soggetto non capace di capire nemmeno cosa sia un matrimonio
  - Grave difetto di discretio judicii, distinta dall'ipotesi sopra in quanto il soggetto non sarebbe capace nel dato momento di prefigurarsi i diritti e i doveri che scaturiscono dal matrimonio
  - Incapacità ad assumere gli obblighi essenziali del matrimonio, si presenta quando un soggetto è capace di intendere e di volere ma delle differenze psichiche o fisiche non lo rendono idoneo ad assumere quanto ha accettato nel matrimonio (esempio ricorrente l'omosessuale, la ninfomane..)
- Violenza: uno dei connubendi sceglie di sposarsi perché ha subìto una violenza fisica.[5]
- Errore ostativo: una falsa rappresentazione interiore riguardo a:
  - L'identità del negozio giuridico compiuto, ovvero la consapevolezza, a meno che il matrimonio sia un consortium fra i due soggetti permanente e sia finalizzato alla procreazione dei figli
  - Le proprietà del negozio-sacramento, invalidanti solo nel caso uno dei soggetti ritenesse che il matrimonio non fosse perpetuo, non comportasse esclusione della poligamia ecc.
  - Errore sull'identità della persona, ovvero l'identità fisica, generica, dell'altro nubente (es.sposo Maria Bianchi credendo che sia Luisa Rossi)[6]

La situazione di differenza tra manifestazione e volontà è volontaria per:
- Simulazione, ovvero una volontà contraria a quanto si accingono a manifestare i nubendi circa gli specifici "elementi essenziali" del matrimonio, manifestata a sua volta da un positivo atto di volontà. A sua volta la simulazione può essere
  - Bilaterale / Unilaterale, a seconda che provenga da uno o entrambi i soggetti
  - Totale / Parziale, a seconda che non sia voluto l'intero matrimonio o un suo elemento fondamentale
- Jocus (gioco)

### Vizi
A volte il matrimonio è comunque invalido, sebbene il consenso ci sia, ma sia influenzato o sviato da alcuni vizi.
Il consenso è viziato in tre occasioni:
- Errore-vizio: diverso dall'errore ostativo, che invalida automaticamente il matrimonio ed è un difetto, si basa sull'errore di una qualità di una persona che il nubente considera fondamentale e che lo ha effettivamente spinto a sposarsi
- Dolo: uno dei nubenti ha, intenzionalmente, ingannato con raggiri o tacendo l'altro soggetto riguardo a qualità o aspetti che riguardano la propria persona. I requisiti per il dolo sono tre, ovvero l'effettivo inganno (con menzogna, ma anche tacendo e nascondendo) - caso della "reticenza" - il fatto che l'errore ricada su una qualità dell'altra parte e la possibilità che la vita coniugale ne rimanga compromessa.
- Violenza morale (vis vel metus): un'azione, anche non volontaria o indiretta, che ponga il nubente nella scelta di sposarsi al fine di evitarla. L'azione deve essere dell'altro nubente o di un terzo, ma necessariamente un comportamento umano, il timore che ne sorge deve essere grave.

### Consenso condizionato
Se nel diritto civile il matrimonio non può essere sottoposto a condizione (in caso contrario la clausola si considera come non apposta), nel diritto canonico è invece prevista un'ipotesi di condizione. Questa è ammissibile solamente per situazioni assolutamente incerte e relative al passato o al presente, a patto che non siano situazioni future (pena l'invalidità). Nell'ipotesi di condizione concernente il passato o presente è nullo il matrimonio se non esiste il fatto o la qualità o l'oggetto dedotto in condizione.

## Fondamenti biblici
L'amore coniugale autentico è dono reciproco, totale, unico, fedele e indissolubile (Vangelo di Marco 10,6-9.11-12). I cristiani si sposano "nel Signore" (Prima lettera ai Corinzi 7,39), come sue membra, e il loro matrimonio è elevato a sacramento, segno efficace che contiene e manifesta la nuova alleanza, l'unione di Cristo e della Chiesa. San Paolo, dopo aver intuito che i rapporti fra Cristo e la Chiesa erano rapporti sponsali, come e più di quelli tra Jahvé e Israele (Seconda lettera ai Corinzi 11,2), giunge alla conclusione che l'unione tra gli sposi cristiani si deve considerare come immagine e, più ancora, come partecipazione dell'unione sponsale Cristo-Chiesa (Lettera agli Efesini 5,22-32). Riflettendo su queste affermazioni, la Chiesa nel Medioevo enumera il matrimonio fra i sette sacramenti e giunge, nel Concilio di Trento, a dichiararlo con infallibilità come Sacramento della Nuova Legge (cfr. D.S. 1801). L'amore umano è simbolo di quello di Cristo; l'amore di Cristo è modello e sostegno di quello umano. La comunione tra gli sposi è sì un vincolo, ma un vincolo d'amore e quindi un vincolo che scaturisce dalla libertà ed è legato ai princìpi ad validitatem e ad liceitatem. Con il matrimonio gli sposi sono partecipi dell'amore di Cristo e l'alleanza sponsale è un'espressione della comunione d'amore tra Dio e gli uomini. Per questo la parola centrale della Rivelazione, "Dio ama il suo popolo", viene pronunciata attraverso le parole vive e concrete con cui l'uomo e la donna si dicono il loro amore coniugale. Il loro vincolo di amore diventa l'immagine e il simbolo dell'Alleanza che unisce Dio e il suo popolo (Libro di Osea 2,21; Libro di Geremia 3,6-13; Libro di Isaia 54). E lo stesso peccato, che può ferire il patto coniugale diventa immagine dell'infedeltà del popolo al suo Dio: l'idolatria e prostituzione (Libro di Ezechiele 16,25), l'infedeltà è adulterio, la disobbedienza alla legge e abbandono dell'amore sponsale del Signore. Ma l'infedeltà di Israele non distrugge la fedeltà eterna del Signore e, pertanto, l'amore sempre fedele di Dio si pone come esemplare delle relazioni di amore fedele che devono esistere tra gli sposi (Libro di Osea, 3).
L'apologeta Tertulliano scrisse: "Come sarò capace di esporre la felicità di quel matrimonio che la Chiesa unisce, l'offerta eucaristica conferma, la benedizione suggella, gli angeli annunciano e il Padre ratifica?....Quale giogo quello dei due fedeli uniti in un'unica speranza, in un'unica osservanza, in un'unica servitù! Sono tutt'e due fratelli e tutt'e due servono insieme, non vi è nessuna divisione quanto allo spirito e quanto alla carne. Anzi sono veramente due in una sola carne e dove la carne è unica, unico è lo spirito". (Tertulliano Ad uxorem, II; VIII, 6-8: CCL I, 393). Mediante il battesimo, l'uomo e la donna sono definitivamente inseriti nella Nuova ed Eterna Alleanza, nell'Alleanza sponsale di Cristo con la Chiesa. Ed è in ragione di questo indistruttibile inserimento che l'intima comunità di vita e di amore coniugale fondata dal Creatore (cfr. Gaudium et Spes, 48) viene elevata e assunta nella carità sponsale del Cristo, sostenuta e arricchita dalla sua forza redentrice.
Il fuoco del Sacramento del matrimonio va tenuto acceso e il Catechismo della Chiesa cattolica scrive a questo proposito (1642):"Cristo è la sorgente di questa grazia. Egli rimane con loro, dà loro la forza di seguirlo prendendo su di sé la propria croce, di rialzarsi dopo le loro cadute, di perdonarsi vicendevolmente, di portare gli uni il peso degli altri, di essere sottomessi gli uni agli altri nel timore di Cristo (Lettera agli Efesini 5, 21) e di amarsi di un amore soprannaturale tenero e fecondo".
Tutti gli individui e così pure le coppie sono chiamati alla preghiera per sviluppare una comunione con Dio (Prima Lettera ai Corinzi 1, 9). La preghiera è espressione della comunione spirituale tra gli sposi, indica e  mantiene vivo il cammino comune.